# Jackie Gowler
Jackie Gowler (Raetihi, 7 de junio de 1996) es una deportista neozelandesa que compite en remo. Su hermana Kerri compite en el mismo deporte.
Participó en dos Juegos Olímpicos de Verano, obteniendo dos medallas, plata en Tokio 2020, en la prueba de ocho con timonel, y bronce en París 2024, en el cuatro sin timonel.
Ganó una medalla de oro en el Campeonato Mundial de Remo de 2019, en la misma prueba.

## Palmarés internacional
| Juegos Olímpicos   | Juegos Olímpicos     | Juegos Olímpicos  | Juegos Olímpicos   |
| Año                | Lugar                | Medalla           | Prueba             |
| ------------------ | -------------------- | ----------------- | ------------------ |
| 2020               | Tokio (Japón)        | Medalla de plata  | Ocho con timonel   |
| 2024               | París (Francia)      | Medalla de bronce | Cuatro sin timonel |
| Campeonato Mundial |                      |                   |                    |
| Año                | Lugar                | Medalla           | Prueba             |
| 2019               | Ottensheim (Austria) | Medalla de oro    | Ocho con timonel   |